# Ignite
Ignite es un grupo de hardcore punk de Orange County, California. La banda se formó en 1993. Dieron su apoyo a organizaciones como Earth First!, Médicos Sin Fronteras o Sea Shepherd. La mayoría de las letras del grupo hablan de política. Su álbum A Place Called Home fue producido por TVT Records. El 20 de julio de 2005 firmó un acuerdo con Abacus Recordings, y en mayo de 2006 publicó Our Darkest Days. En el álbum Our Darkest Days, el grupo versiona "Sunday Bloody Sunday" de U2.
Provisionalmente Zoltán Téglás, el cantante de Ignite, ha sustituido al vocalista de Pennywise tras la retirada de este. Desde 2010, Zoli se ha convertido en el cantante oficial de la banda, y ha grabado con ellos el décimo álbum de Pennywise hasta el regreso del vocalista original Jim Lindberg en 2012.

## Álbumes de estudio
- Scarred For Life - 1994
- Family - 1995
- A Place Called Home - 2000
- Our Darkest Days - 2006
- A War Against You - 2016
- Ignite - 2022

## EP
- In My Time.
- Past Our Means.